# Šilo

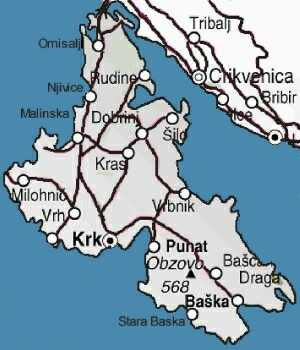
Übersichtsplan der Insel Krk

Ortsplan von Šilo in Kroatien

Šilo ist ein  Ort auf der Insel Krk im nördlichen Küstenabschnitt von Kroatien östlich von Rijeka. Der Ort liegt im nordöstlichen Teil der Insel und zählt 381 Einwohner (2001). Sein natürlicher Hafen in der Kvarner Bucht ist im Osten durch eine größere Landzunge, die Halbinsel Kap Šilo, geschützt und öffnet sich gegen Norden. Gegenüber auf dem Festland befindet sich die Stadt Crikvenica.
2 km vom Ort entfernt sank im Jahr 1968 der griechische Holzfrachter Peltastis, der dort auf 17 bis 33 m Tiefe liegt. Einer der geborgenen Anker des Schiffes wurde nach Šilo gebracht und dort aufgestellt.
Der kleine Ortsstrand namens Pećine wurde im Juni 2008 mit der Blauen Flagge ausgezeichnet.